# 임제록
《임제록(臨濟錄)》은 당나라의 선승(禪僧) 임제의현(臨濟義玄: ？~867)의 가르침을 그가 죽은 후 제자인 삼성혜연(三聖慧然)이 편집한 것으로서, 현존하는 것은 의현이 죽은 후 254년이 지난 1120년(북송의 선화 2년)에 원각종연(圓覺宗演)이 중각(重刻)한 것이다.
《임제록》은 선종(禪宗)의 일파인 임제종(臨濟宗)의 기본이 되는 책일 뿐만 아니라, 실천적인 선(禪)의 진수를 설파한 책으로서 널리 알려져 있다.

## 구성
다음의 체제로 구성되어 있다.
- 상당(上堂): 법당에 올라가서 하는 설법
- 시중(示衆): 대중에 대한 설법
- 감변(勘辨): 스승과 제자간의 문답상량(問答商量)
- 행록(行錄): 행장 기록
- 탑기(塔記): 석탑에다 각기한 것

## 내용
임제는 매우 준엄(峻嚴)한 선풍(禪風)으로 알려져 있으며, 많은 제자를 양성하고 임제종의 시조(始祖)가 되었으며, 《임제록》 중에는 후세에 큰 영향을 끼친 공안(公案)이 많다.
〈상당(上堂)〉의 설교에는 "적육단상(赤肉團上)에 일무위(一無位)의 진인(眞人)이 있도다. 항상 너희들 여러 사람의 면문(面門)으로 출입(出入)을 하노라. 아직 증거를 얻지 못한 자는 보라, 보라"라고 설교한 말이나 삼구(三句) · 사빈주(四賓主) 등의 법문(法門)이 있다.
〈시중(示衆)〉의 설교는 분량도 많고 임제의 특색있는 사상을 엿볼 수 있는 것으로서 4요간(四料簡) · 4조용(四照用) 등이 설파되어 있다.
〈감변(勘辨)〉에는 4갈(四喝)이 서술되어 있으며 〈행록(行錄)〉·〈탑기(塔記)〉에 의하여 임제의 전기를 찾아볼 수 있다.

## 참고 문헌
- 이 문서에는 다음커뮤니케이션(현 카카오)에서 GFDL 또는 CC-SA 라이선스로 배포한 글로벌 세계대백과사전의 내용을 기초로 작성된 글이 포함되어 있습니다.